# 존 체임버스
존 매킨리 체임버스(John McKinley Chambers)는 미국의 통계학자이다. S 프로그래밍 언어를 만들었으며 R 프로그래밍 언어 프로젝트의 주요 인물 중 하나이다. S를 개발한 공로로 ACM 소프트웨어 시스템 상을 수상했다.
1963년 토론토 대학교를 졸업하였으며 하버드 대학교에서 통계학으로 1965년 석사, 1966년 박사학위를 받았다. 1966년부터 벨 연구소에서 근무하였으며 2005년 은퇴하였다. 은퇴 후 오클랜드 대학교, 캘리포니아 대학교 로스앤젤레스와 스탠퍼드 대학교에서 객원교수를 지냈으며 2008년부터 스탠퍼드 대학교 통계학 겸임교수 및 데이터과학 프로그램 상임고문을 지내고 있다.